# Оуен Тіл
О́уен Тіл (англ. Owen Teale; нар. 20 травня 1961, Брідженд, Велика Британія) — валійський актор театру, кіно та телебачення. Найвідоміший своєю роллю Сера Аллісера Торна у телесеріалі «Гра престолів».

## Кар'єра
Закінчив Гілдфордську акторську школу. 1984 року вперше з'явився на телебаченні, у телесеріалі «The Mimosa Boys». 1985 року знявся в одній серії телесеріалу «Доктор Хто». Дебют у кіно відбувся 1989 року, коли він зіграв у фільмі «Реквієм війни». Згодом з'являвся у фільмах «Лицарі Бога» (1989), «Великі очікування» (1989) та «Бун» (1990), а 1991 року зіграв Вілла Скарлета у стрічці «Робін Гуд». Після цього було кілька невеликих ролей у малобюджетних фільмах.
1997 року виграв Премію Тоні за роль Торвальда у п'єсі «Ляльковий дім».
1999 року зіграв в адаптації «Вишневого саду» Чехова. 2005 року зіграв одну з головних ролей у фільмі «Маріан, знову», де зіграв чоловіка, схильного до домашнього насилля. Тоді ж з'явився у одній з серій «Торчвуда». 2011 року почав зніматися у телесеріалі «Гра престолів», де зіграв Сера Аллісера Торна.

## Фільмографія
| Рік       |   | Українська назва         | Оригінальна назва                 | Роль              |
| --------- | - | ------------------------ | --------------------------------- | ----------------- |
| 1985—1985 | с | Доктор Хто               | Doctor Who : "Vengeance on Varos" | Малдак            |
| 1986—1986 | с | Девід Копперфілд         | David Copperfield                 | Гем Пегготті      |
| 1991      | ф | Робін Гуд                | Robin Hood                        | Вілл Скарлет      |
| 1995—1995 | с | Тонка блакитна лінія     | The Thin Blue Line                | Гарі              |
| 1999      | ф | Вишневий сад             | The Cherry Orchard                | Лофакін           |
| 2001      | ф | Змова                    | Conspiracy                        | Роланд Фрайслер   |
| 2004      | ф | Король Артур             | King Arthur                       | Пелагій           |
| 2004—2004 | с | Привиди                  | Spooks                            | Роберт Морган     |
| 2005—2005 | с | Суто англійські вбивства | Midsomer Murders                  | Мал Кірбі         |
| 2006—2006 | с | Торчвуд                  | Torchwood                         | Іван Шерман       |
| 2007—2007 | с | Інспектор Льюіс          | Inspector Lewis                   | Нікі Тернбулл     |
| 2007      | ф | Останній легіон          | The Last Legion                   | Ватренус          |
| 2011—2016 | с | Гра престолів            | Game of Thrones                   | Аллісер Торн      |
| 2012—2012 | с | Порожня корона           | The Hollow Crown                  | Флуллен           |
| 2012—2012 | с | Лінія обов'язку          | Line of Duty                      | Філіп Осборн      |
| 2012—2013 | с | Стелла                   | Stella                            | Дай Кош           |
| 2015—2015 | с | Річка                    | River                             | Маркус Макдональд |
| 2017—2017 | с | Пульс                    | Pulse                             | Чад Бергер        |
| 2018      | с | Відкриття відьом         | A Discovery of Witches            | Пітер Нокс        |
| 2019      | ф | Толкін                   | Tolkien                           | Гілсон            |

## Театральні ролі
| Рік  | Назва                | Роль           |
| ---- | -------------------- | -------------- |
| 1996 | Ляльковий дім        | Торвальд       |
| 2013 | Гра пристрасті       | James          |
| 2014 | Під молочним деревом | Ведучий        |
| 2015 | Розбите серце        | Бассанес       |
| 2016 | Нічия земля          | Бріггс         |
| 2016 | Гасове світло        | Джек Маннінгем |